# 愛原瑞生
愛原 瑞生（あいはら みずき）は日本の女性声優。主にアダルトゲームに声をあてている。

## 出演作品
太字は主役・メインキャラクター

### ゲーム

#### 2005年
- 月面基地前プレミアムBOX vol.1 『ロケットの夏』編（舞原唯）
- Natural Another One 2nd -Belladonna-

#### 2006年
- こいいろChu!Lips（一之瀬未来）[1]
- パルフェ - Chocolat Second Style -（成田芳美）[2]

#### 2007年
- 赤い Canvas シリーズ なでしこ 〜朱色のらせん〜（女性店員）
- かんなび -神奈備-
- SHOGUN8－ショーグンエイト－（コスモの星丸）[3]
- 汁だく接待 〜汁だらけの街〜（麻子）[4]
- 汁だく接待おかわり一杯目 〜過去の蜜はどんな味?編〜（亀頭麻子、澤登綾祢）
- ロンド・リーフレット（アルフの子供時代）

#### 2008年
- ヴェルディア幻奏曲
- 霞外籠逗留記（琵琶法師）[5]
- 汁だく接待 おかわり三杯目 〜淫惑、性感開発エステ編〜（亀頭麻子、若い女）
- ドS姉とボクの放尿関係（リンダ・スティッグマイヤー）
- Maple Colors 2（雨宮未央）[6]
- 魔都拳侠傳 マスクド上海（藤谷日和子[7]、檮杌[8]、ペリェ）

#### 2009年
- ばにしゅ! 〜おっぱいの消えた王国〜（女魔術師B）
- 白光のヴァルーシア What a beautiful hopes（ロスタ）[9]

#### 2010年
- はるかぜどりに、とまりぎを。 2nd Story 〜月の扉と海の欠片〜（ポチ（ポチョムキン））[10]